# カトリーナ・ボウデン
カトリーナ・ボウデン（Katrina Bowden、1988年9月19日 - ）は、アメリカ合衆国の女優。

## 来歴
ニュージャージー州バーゲン郡ワイコフにて誕生、主に同地で育つ、ニュージャージーにあるカトリック系の私立女子高イマーキュレート・ハート・アカデミーに通った。
2006年、ABCの長寿昼ドラ『ワン・ライフ・トゥ・リヴ』にブリトニー・ジェニングス役でゲスト出演し、女優デビューを果たす、2006年からNBCのコメディテレビシリーズ『30 ROCK/サーティー・ロック』にレギュラー出演、セリー役を演じている。
映画ではホラーコメディ『タッカーとデイル 史上最悪にツイてないヤツら』にアリソン役で出演、2012年公開の映画『ピラニア リターンズ』ではシェルビー役で出演している。
7歳で出会って以来の幼なじみであり、良き友人でもあったロッカーであるベン・ジョージェンセンとは後に交際し、約2年あまりの時を経て2012年1月にゴールインした
。
2011年、アメリカ合衆国の『エスクワイア』誌で最もセクシーな女性に選ばれた。

## 主な出演作品

### 映画
- Sex Drive (2008)
- Ratko: The Dictator's Son (2009)
- The Shortcut (2009)
- The Last Film Festival (2010)
- タッカーとデイル 史上最悪にツイてないヤツら Tucker & Dale vs Evil (2010)
- ピラニア リターンズ Piranha 3DD (2012)
- アメリカン・パイパイパイ!完結編 俺たちの同騒会American Reunion (2012)
- ホーンテッド・プリズン Hold Your Breath (2012)
- マッド・ナース Nurse 3-D(2012)
- LOCK DOWN ロックダウン

### テレビシリーズ
- ワン・ライフ・トゥ・リヴ One Life to Live (2006)
- アグリー・ベティ Ugly Betty (2010)
- 30 ROCK/サーティー・ロック 30 Rock (2006 - 出演中)